# Romuli
Romuli (en hongrois : Romoly) est une commune du județ de Bistrița-Năsăud en Transylvanie (Roumanie).